# Negayan tridentata
Negayan tridentata är en spindelart som först beskrevs av Simon 1886.  Negayan tridentata ingår i släktet Negayan och familjen spökspindlar. Inga underarter finns listade i Catalogue of Life.